# 佐々木かえで
佐々木 かえで（ささき かえで、1987年5月27日 - ）は、日本のタレント・フリーリポーター。所属事務所はシンクバンク。

## 人物・来歴
東京都生まれ。血液型はO型。
制服向上委員会第8期生「松本久美子」として活動、2004年8月退会。
プリマベーラ第2期「KUMI(クミ)・堀内くみ」として活動、卒業。
現事務所で、レポーター・MCとして活動。
NOSSインストラクター、ネイリスト検定3級の資格を保有している。

## 出演

### 過去のTV番組出演
- NHK総合「第68回紅白歌合戦」アシスタント
- NHK総合「第67回紅白歌合戦」アシスタント
- NHK総合「第66回紅白歌合戦」アシスタント
- NHK総合「出川哲朗のランキング先生！」
- NHK総合「金曜バラエティ」
- NHK-BS「BSななみDEどーも!」
- NHK名古屋「さらさらサラダ」
- 日本テレビ「世界まる見え!テレビ特捜部!」
- 日本テレビ「香取慎吾の特上!天声慎吾」
- 日本テレビ「おもいッきりDON!」
- TBS「王様のブランチ」
- TBS「ひるおび」
- TBS「オビラジR」
- TBS「ジョブチューン」
- フジテレビ「バイキング」
- フジテレビ「ザ・マジック・アワー・ショー」
- テレビ東京「ポケモンサンデー」
- テレビ東京「美少女戦麗舞パンシャーヌ」
- 読売テレビ「ダウンタウンDX」
- 読売テレビ「情報ライブ ミヤネ屋」
- 朝日放送「今チャンの『実は...』」
- メ～テレ「どですか!!」
- メ～テレ「WAYAYAあは!」
- メ～テレ「ガンダムTHE FIRST」
- メ～テレ「アクせる★ビリー!」
- 中京テレビ「ラッキー!」
- 中京テレビ「24時間テレビ」
- 中京テレビ「SAKAE TA★RO」
- テレビ愛知「3時のつボッ!」
- テレビ北海道「遊びなDJ」
- 北陸朝日放送「首都圏へ行こう!HAB大学チャンネル」
- スカパー「プリミューのAKiBAッテキ!」
- スカパー「アイドル”独断と偏見”情報局」
- キッズステーション「アニメ天国」

### CM
- アサヒ飲料株式会社「十六茶」
- トレンドマイクロ社「ウイルスバスタークラウド10」
- ケンタッキーフライドチキン「レッドホットチキン」

## ディスコグラフィー
KUMI(プリマベーラS)名義
- 「毎日がキセキ！」(2009年4月22日発売、日本コロムビア）[5]